# Річард Фолдс
Річард Фолдс  (англ. Richard Faulds, 16 березня 1977) — британський стрілець, олімпійський чемпіон.

## Виступи на Олімпіадах
| Олімпіада    | Дисципліна | Місце |
| ------------ | ---------- | ----- |
| Атланта 1996 | дубль-трап | 5     |
| Сідней 2000  | дубль-трап | 1     |
| Афіни 2004   | дубль-трап | =13   |
| Пекін 2008   | дубль-трап | 6     |
| Лондон 2012  | дубль-трап | 12    |

## Зовнішні посилання
- Досьє на sport.references.com [Архівовано 18 лютого 2012 у Wayback Machine.]